# Miên Hân
Miên Hân (tiếng Mãn: ᠮᡳᠶᠠᠨ ᠰᡳᠨ, Möllendorff: miyan sin, chữ Hán: 綿忻; 9 tháng 3 năm 1805 - 27 tháng 9 năm 1828), Ái Tân Giác La, tự Quân Đình (筠亭), là Hoàng tử thứ 4 của Thanh Nhân Tông Gia Khánh Đế. Ông được phân vào Tương Hồng kỳ, thuộc Hữu dực cận chi Tương Hồng kỳ Đệ nhất tộc.

## Thân thế
Miên Hân sinh vào giờ Tý, ngày 9 tháng 2 (âm lịch) năm Gia Khánh thứ 10 (1805), là em ruột với Hoàng thất nữ và Đôn Khác Thân vương Miên Khải. Sinh mẫu của ông là Hiếu Hòa Duệ Hoàng hậu, Hoàng hậu thứ hai của Gia Khánh Đế.
Tính từ sau khi Gia Khánh lên ngôi, Miên Hân là Hoàng tử đầu tiên được sinh ra, lại là đích tử do Hoàng hậu sinh ra, địa vị đối với Gia Khánh Đế rất đặc biệt, "Tứ a ca hệ trẫm đăng cực hậu Hoàng hậu đản sinh chi tử. Thần công đẳng trữ thầm triển khánh. Lý sở đương nhiên - 四阿哥系朕登极后皇后诞生之子. 臣工等抒忱展庆. 理所当然" (Trích từ Gia Khánh triều thực lục)
Sau khi Hiếu Thục Duệ Hoàng hậu băng thệ, Hiếu Hòa Duệ Hoàng hậu nhận trách nhiệm nuôi dạy Trí Thân vương Miên Ninh, con trai duy nhất của Hiếu Thục Duệ Hoàng hậu. Vào bấy giờ bà trực tiếp nuôi nấng Miên Ninh cùng với hai con trai của bà là Miên Khải và Miên Hân, tình cảm rất tốt đẹp.

## Cuộc đời
Năm Gia Khánh thứ 24 (1819), tháng 1, ông được phong Thuỵ Thân vương (瑞親王, tiếng Mãn: ᡥᠣᡧᠣᡳ 
ᠰᠠᠪᡳᠩᡤᠠ 
ᠴᡳᠨ ᠸᠠᠩ, Möllendorff: Hošoi sabingga cin wang). Phủ Thụy Thân vương nằm ở khu Đông Thành, vốn là phủ đệ của Quả Nghị Thân vương Dận Lễ. Phong hào ["Thụy"] của Miên Hân, Mãn văn là 「sabingga」, ý là "Điềm lành", "Thông minh". Năm thứ 25 (1820), ông quản lý sự vụ Ngự thư xứ (御书处) của Võ Anh điện (武英殿). Năm Đạo Quang thứ 3 (1823), ông phụng chỉ hành tẩu ở Nội đình. Năm thứ 8 (1828), mùa xuân, Miên Hân bị bệnh, đến ngày 19 tháng 8 thì mất. Ông được truy thụy là Thuỵ Hoài Thân vương (瑞懷親王), an táng tại Phúc Điền tự thuộc Thạch Cảnh Sơn, gọi là "Thụy vương phần". Khi Miên Hân mất, con trai Dịch Chí chỉ mới 1 tuổi, Đạo Quang Đế mệnh Định Thân vương Dịch Thiệu kiểm sát quan lại trong phủ đệ, Đại thần Nội vụ phủ Kính Trưng (敬徵) lo liệu mọi việc trong nhà. Tháng 10, Dịch Chí tập Quận vương, nhận một nửa bổng lộc.

## Gia quyến

### Thê thiếp
- Đích Phúc tấn: Phí Mặc thị (費莫氏), con gái của Nhất đẳng hầu Lặc Bảo (勒保).
- Trắc Phúc tấn: 
  - Bạch Đô thị (白都氏), con gái của Vân kị uý Đức Hưng (德兴).
  - Từ Giai thị (徐佳氏), con gái của Quảng Dung (广容).
- Thứ thiếp: Lưu thị (刘氏), con gái của Lưu Bính Văn (刘丙文).

### Hậu duệ
- Con trai: Dịch Chí (奕誌; 1827 - 1850), nguyên danh Dịch Ước (奕约) thừa tước Thụy Thân vương (瑞親王) (1828), qua đời truy thụy là Thụy Mẫn Quận vương (瑞敏郡王). Vô tự.
- Con gái: Trưởng nữ, được phong Huyện quân.

### Phả hệ
|                                                                |                                                                |                                                                |                                                                |                                                                |                                                                |  |  |                                                      |                                                      |                                                      |                                                      |                                                      |                                                      | Quá kế |  |                                                        |                                                        |                                                        |                                                        |                                                        |                                                        |  |  |  |  |  |  |  |  |  |  |  |  |  |  |  |  |  |  |
|                                                                |                                                                |                                                                |                                                                |                                                                |                                                                |  |  |                                                      |                                                      |                                                      |                                                      |                                                      |                                                      |        |  |                                                        |                                                        |                                                        |                                                        |                                                        |                                                        |  |  |  |  |  |  |  |  |  |  |  |  |  |  |  |  |  |  |
|                                                                |                                                                |                                                                |                                                                |                                                                |                                                                |  |  |                                                      |                                                      |                                                      |                                                      |                                                      |                                                      |        |  |                                                        |                                                        |                                                        |                                                        |                                                        |                                                        |  |  |  |  |  |  |  |  |  |  |  |  |  |  |  |  |  |  |
| Đạo Quang Đế Miên Ninh                                         | Đạo Quang Đế Miên Ninh                                         | Đạo Quang Đế Miên Ninh                                         | Đạo Quang Đế Miên Ninh                                         | Đạo Quang Đế Miên Ninh                                         | Đạo Quang Đế Miên Ninh                                         |  |  |                                                      |                                                      |                                                      |                                                      |                                                      |                                                      |        |  | Thụy Hoài Thân vương Miên Hân 1805 - 1819 - 1828       | Thụy Hoài Thân vương Miên Hân 1805 - 1819 - 1828       | Thụy Hoài Thân vương Miên Hân 1805 - 1819 - 1828       | Thụy Hoài Thân vương Miên Hân 1805 - 1819 - 1828       | Thụy Hoài Thân vương Miên Hân 1805 - 1819 - 1828       | Thụy Hoài Thân vương Miên Hân 1805 - 1819 - 1828       |  |  |  |  |  |  |  |  |  |  |  |  |  |  |  |  |  |  |
| Đạo Quang Đế Miên Ninh                                         | Đạo Quang Đế Miên Ninh                                         | Đạo Quang Đế Miên Ninh                                         | Đạo Quang Đế Miên Ninh                                         | Đạo Quang Đế Miên Ninh                                         | Đạo Quang Đế Miên Ninh                                         |  |  |                                                      |                                                      |                                                      |                                                      |                                                      |                                                      |        |  | Thụy Hoài Thân vương Miên Hân 1805 - 1819 - 1828       | Thụy Hoài Thân vương Miên Hân 1805 - 1819 - 1828       | Thụy Hoài Thân vương Miên Hân 1805 - 1819 - 1828       | Thụy Hoài Thân vương Miên Hân 1805 - 1819 - 1828       | Thụy Hoài Thân vương Miên Hân 1805 - 1819 - 1828       | Thụy Hoài Thân vương Miên Hân 1805 - 1819 - 1828       |  |  |  |  |  |  |  |  |  |  |  |  |  |  |  |  |  |  |
|                                                                |                                                                |                                                                |                                                                |                                                                |                                                                |  |  |                                                      |                                                      |                                                      |                                                      |                                                      |                                                      |        |  |                                                        |                                                        |                                                        |                                                        |                                                        |                                                        |  |  |  |  |  |  |  |  |  |  |  |  |  |  |  |  |  |  |
| Đôn Cần Quận vương Dịch Thông 1831 - 1889                      | Đôn Cần Quận vương Dịch Thông 1831 - 1889                      | Đôn Cần Quận vương Dịch Thông 1831 - 1889                      | Đôn Cần Quận vương Dịch Thông 1831 - 1889                      | Đôn Cần Quận vương Dịch Thông 1831 - 1889                      | Đôn Cần Quận vương Dịch Thông 1831 - 1889                      |  |  | Thuần Hiền Thân vương Dịch Hoàn 1840 - 1891          | Thuần Hiền Thân vương Dịch Hoàn 1840 - 1891          | Thuần Hiền Thân vương Dịch Hoàn 1840 - 1891          | Thuần Hiền Thân vương Dịch Hoàn 1840 - 1891          | Thuần Hiền Thân vương Dịch Hoàn 1840 - 1891          | Thuần Hiền Thân vương Dịch Hoàn 1840 - 1891          |        |  | Thụy Mẫn Quận vương Dịch Chí (奕誌) 1827 - 1828 - 1850 | Thụy Mẫn Quận vương Dịch Chí (奕誌) 1827 - 1828 - 1850 | Thụy Mẫn Quận vương Dịch Chí (奕誌) 1827 - 1828 - 1850 | Thụy Mẫn Quận vương Dịch Chí (奕誌) 1827 - 1828 - 1850 | Thụy Mẫn Quận vương Dịch Chí (奕誌) 1827 - 1828 - 1850 | Thụy Mẫn Quận vương Dịch Chí (奕誌) 1827 - 1828 - 1850 |  |  |  |  |  |  |  |  |  |  |  |  |  |  |  |  |  |  |
| Đôn Cần Quận vương Dịch Thông 1831 - 1889                      | Đôn Cần Quận vương Dịch Thông 1831 - 1889                      | Đôn Cần Quận vương Dịch Thông 1831 - 1889                      | Đôn Cần Quận vương Dịch Thông 1831 - 1889                      | Đôn Cần Quận vương Dịch Thông 1831 - 1889                      | Đôn Cần Quận vương Dịch Thông 1831 - 1889                      |  |  | Thuần Hiền Thân vương Dịch Hoàn 1840 - 1891          | Thuần Hiền Thân vương Dịch Hoàn 1840 - 1891          | Thuần Hiền Thân vương Dịch Hoàn 1840 - 1891          | Thuần Hiền Thân vương Dịch Hoàn 1840 - 1891          | Thuần Hiền Thân vương Dịch Hoàn 1840 - 1891          | Thuần Hiền Thân vương Dịch Hoàn 1840 - 1891          |        |  | Thụy Mẫn Quận vương Dịch Chí (奕誌) 1827 - 1828 - 1850 | Thụy Mẫn Quận vương Dịch Chí (奕誌) 1827 - 1828 - 1850 | Thụy Mẫn Quận vương Dịch Chí (奕誌) 1827 - 1828 - 1850 | Thụy Mẫn Quận vương Dịch Chí (奕誌) 1827 - 1828 - 1850 | Thụy Mẫn Quận vương Dịch Chí (奕誌) 1827 - 1828 - 1850 | Thụy Mẫn Quận vương Dịch Chí (奕誌) 1827 - 1828 - 1850 |  |  |  |  |  |  |  |  |  |  |  |  |  |  |  |  |  |  |
|                                                                |                                                                |                                                                |                                                                |                                                                |                                                                |  |  |                                                      |                                                      |                                                      |                                                      |                                                      |                                                      |        |  |                                                        |                                                        |                                                        |                                                        |                                                        |                                                        |  |  |  |  |  |  |  |  |  |  |  |  |  |  |  |  |  |  |
| Dĩ cách Đoan Quận vương Tái Y (載漪) 1854 - 1861 - 1900 - 1922 | Dĩ cách Đoan Quận vương Tái Y (載漪) 1854 - 1861 - 1900 - 1922 | Dĩ cách Đoan Quận vương Tái Y (載漪) 1854 - 1861 - 1900 - 1922 | Dĩ cách Đoan Quận vương Tái Y (載漪) 1854 - 1861 - 1900 - 1922 | Dĩ cách Đoan Quận vương Tái Y (載漪) 1854 - 1861 - 1900 - 1922 | Dĩ cách Đoan Quận vương Tái Y (載漪) 1854 - 1861 - 1900 - 1922 |  |  | Bối lặc (hàm Quận vương) Tái Tuần 1886 - 1902 - 1949 | Bối lặc (hàm Quận vương) Tái Tuần 1886 - 1902 - 1949 | Bối lặc (hàm Quận vương) Tái Tuần 1886 - 1902 - 1949 | Bối lặc (hàm Quận vương) Tái Tuần 1886 - 1902 - 1949 | Bối lặc (hàm Quận vương) Tái Tuần 1886 - 1902 - 1949 | Bối lặc (hàm Quận vương) Tái Tuần 1886 - 1902 - 1949 |        |  |                                                        |                                                        |                                                        |                                                        |                                                        |                                                        |  |  |  |  |  |  |  |  |  |  |  |  |  |  |  |  |  |  |
| Dĩ cách Đoan Quận vương Tái Y (載漪) 1854 - 1861 - 1900 - 1922 | Dĩ cách Đoan Quận vương Tái Y (載漪) 1854 - 1861 - 1900 - 1922 | Dĩ cách Đoan Quận vương Tái Y (載漪) 1854 - 1861 - 1900 - 1922 | Dĩ cách Đoan Quận vương Tái Y (載漪) 1854 - 1861 - 1900 - 1922 | Dĩ cách Đoan Quận vương Tái Y (載漪) 1854 - 1861 - 1900 - 1922 | Dĩ cách Đoan Quận vương Tái Y (載漪) 1854 - 1861 - 1900 - 1922 |  |  | Bối lặc (hàm Quận vương) Tái Tuần 1886 - 1902 - 1949 | Bối lặc (hàm Quận vương) Tái Tuần 1886 - 1902 - 1949 | Bối lặc (hàm Quận vương) Tái Tuần 1886 - 1902 - 1949 | Bối lặc (hàm Quận vương) Tái Tuần 1886 - 1902 - 1949 | Bối lặc (hàm Quận vương) Tái Tuần 1886 - 1902 - 1949 | Bối lặc (hàm Quận vương) Tái Tuần 1886 - 1902 - 1949 |        |  |                                                        |                                                        |                                                        |                                                        |                                                        |                                                        |  |  |  |  |  |  |  |  |  |  |  |  |  |  |  |  |  |  |
|                                                                |                                                                |                                                                |                                                                |                                                                |                                                                |  |  | Phổ Quang (溥侊) 1904 - ?                            |                                                      |                                                      |                                                      |                                                      |                                                      |        |  |                                                        |                                                        |                                                        |                                                        |                                                        |                                                        |  |  |  |  |  |  |  |  |  |  |  |  |  |  |  |  |  |  |

## Trong văn hóa đại chúng
| Năm  | Tác phẩm                                      | Diễn viên               |
| 1988 | Mãn Thanh thập tam hoàng triều (满清十三皇朝) | Lý Lăng Giang (李陵江)  |
| 2010 | Thiên địa nhân tâm (天地民心)                 | Lô Tinh Vũ (卢星宇)     |
| 2011 | Vạn Phụng Chi Vương                           | Trần Sơn Thông (陈山聪) |
| 2012 | Thâm cung nội chiến                           | Lý Trạch Phong (李泽锋) |